# Arroyo Garao
El arroyo Garao es un pequeño curso de agua uruguayo que atraviesa el departamento de Cerro Largo  perteneciente a la cuenca de la laguna Merín.
Nace en la cuchilla de Cerro Largo y desemboca en el río Tacuarí.